# Siemens Mobile
Siemens Mobile je nekdanji nemški proizvajalec prenosnih telefonov, hčerinsko podjetje konglomerata Siemens.
Siemens je svoj prvi prenosni telefon predstavil leta 1985, ločeno podjetje pa je ustanovil leta 2000. To je bilo leta 2005 prodano tajvanskemu podjetju BenQ in preimenovano v BenQ Mobile, slednje pa je propadlo leto kasneje.

## Zgodovina
Siemens je na tržišče prenosnih telefonov vstopil leta 1985 z modelom C1. Leta 1992 je predstavil 2 kg težak zabojast prenosni telefon, ki je deloval v omrežju D (D-Netz). Leta 1994 je Siemens izdelal model S1, prvi lastni telefon GSM. Tri leta kasneje (1997) je izšel Siemens S10, prvi prenosni telefon na svetu z barvnim zaslonom, ki je lahko prikazoval štiri različne barve. Leta 1999 je Siemens predstavil prvi drsni mobilnik na svetu, model SL10. Siemens SL45 je bil eden prvih telefonov s predvajalnikom MP3 in prvi s pomnilniško kartico MMC.
Leta 2000 je Siemens prevzel mobilno enoto podjetja Bosch in proizvodnjo mobilnikov oddelil v ločeno podjetje. V tretjem četrtletju 2000 je bil Siemens z 8,6-odstotnim tržnim deležem četrti največji proizvajalec prenosnih telefonov za Nokio, Motorolo in Ericssonom. Leta 2003 je njegov tržni delež znašal 8,5 % in zasedal četrto mesto za Nokio, Motorolo in Samsungom. Leta 2003 je bil izdan Siemens SX1, prvi Siemensov pametni telefon z operacijskim sistemom Symbian. Istega leta je podjetje predstavilo linijo nenavadno oblikovanih modnih telefonov Xelibri; linija je doživela izdajo dveh zbirk po štirih telefonov, preden je bila zaradi slabe prodaje maja 2004 ukinjena.
Leta 2004 je Siemensov tržni delež začel občutno padati in podjetje je začelo ustvarjati izgubo. Upad naj bi bil predvsem posledica zamujanja pomembnih tržnih trendov in občasnih težjih programskih napak v izdelkih. Delež na svetovnem tržišču je padel na 5,5 %, vendar je v tem času ostajal peti največji proizvajalec mobilnih telefonov. Še leta 2004 je Siemens poudarjal pomembnost nadaljnje prisotnosti na rastočem trgu prenosnih telefonov. Januarja 2005 je direktor Siemensa Heinrich von Pierer zatrdil, da proizvodnje prenosnih telefonov zaenkrat ne bi smeli prodati, temveč sanirati.
Kmalu potem, ko je izvršni direktor Siemensa postal Klaus Kleinfeld, je bila junija 2005 oznanjena prodaja Siemens Mobile tajvanskemu podjetju BenQ. Siemens Mobile se je preoblikoval v BenQ Mobile, hčerinsko podjetje BenQ s sedežem v Münchnu. Nenadni popoln umik Siemensa s hitro rastočega trga prenosnih telefonov so kritizirali zlasti zaposleni; prodajo je za »hud korak nazaj za nemško gospodarstvo« označil tudi Der Spiegel.
Zadnji mobilnik, izdan pod znamko Siemens, je bil SXG75. Vsi prihodnji samostojno razviti telefoni so se prodajali pod imenom BenQ-Siemens. BenQ je imel zagotovljeno petletno pravico za uporabo imena Siemens. Tržni delež se je pod vodstvom BenQ zrušil še za 40 %. Potem ko mu je matični koncern BenQ ukinil sredstva, je moral BenQ Mobile 29. septembra 2006 razglasiti insolventnost. Proizvodnja in poslovanje sta bila ustavljena 31. decembra 2006. 24. februarja 2007 je Süddeutsche Zeitung poročal, da je odstopil zadnji potencialni vlagatelj in da bo podjetje propadlo. Pri tem je bilo izgubljenih na tisoče delovnih mest, zlasti v Münchnu in v nekdanji tovarni v Kamp-Lintfortu (Severno Porenje - Vestfalija).
Skoraj štiri leta po prodaji je Zvezno delovno sodišče obsodilo Siemens, ker zaposlenih ni ustrezno obvestil o spremembah, povezanih s prodajo.

## Izdelki
Izbor:
- 1985: Siemens C1
- 1992: Siemens P1[22]
- 1994: Siemens S1
- 1995: Siemens S3, Siemens S3com
- 1997: Siemens S10
- 1999: Siemens SL10[23][24], Siemens S25, Siemens C25
- 2000: Siemens C35, Siemens M35i[25]
- 2001: Siemens S45, Siemens SL45, Siemens SX45, Siemens ME45
- 2002: Siemens S55, Siemens C55, Siemens M55,
0000: BenQ Siemens A50[26]
- 2003: Siemens C60, Siemens MC60, Siemens A60, Siemens SX1, Siemens A55[27],
0000: BenQ Siemens A55[28]
- 2004: Siemens S65, Siemens SL65, Siemens ML65, Siemens A65,
0000: BenQ Siemens A51[29], BenQ-Siemens CX70[30], BenQ-Siemens CXi70[31], BenQ-Siemens CXT70[32]
- 2005: Siemens SXG75, Siemens CX75, Siemens M75,
0000: BenQ-Siemens S75[33], BenQ Siemens A31[34]
- 2006: BenQ Siemens A38[35], BenQ Siemens Q-fi EF51[36]